# Kłopotliwy gość (film 2007)
Kłopotliwy gość (L'Invité) – francuski film komediowy z 2007 roku. 

## Treść
50-letni bezrobotny Gerard dostaje propozycje pracy w Indonezji. Chcąc okazać wdzięczność swojemu nowemu szefowi, zaprasza go do domu na kolację. Żeby wszystko wyglądało i przebiegało idealnie, wraz z żoną angażują do pomocy specjalistę.

## Główne role
- Daniel Auteuil : Gérard Morel
- Valérie Lemercier : Colette
- Thierry Lhermitte : Alexandre
- Hippolyte Girardot : Pontignac
- Artus de Penguern : Bonnot
- Pascale Dinizani : Fournier
- Mar Sodupe : Sophia
- Ludovic Berthillot : Rudy